# Cerro General Belgrano
Le cerro General Belgrano est une montagne de 6 097 mètres d'altitude, située dans le centre de la province de La Rioja en Argentine.
Il constitue le motif principal du blason de la province.

## Géographie
Grâce à son altitude, son sommet est couvert de glaces éternelles. Le sommet sert comme point de repère où coïncident les limites des départements riojanos suivants : au sud-est Chilecito, au nord-est celui de Famatina, au nord-ouest celui de Vinchina et au sud-ouest celui de General Lamadrid.
C'est un lieu de naissance de nombreux cours d'eau, bien que ceux-ci soient de faible débit étant donné l'extrême sécheresse. Cette montagne est le principal composant d'un paysage imposant qui domine les villes de Chilecito, Famatina, Nonogasta, Villa Castelli, Villa Unión entre autres.

## Histoire
Cette montagne avait une grande valeur religieuse pour les populations pré-hispaniques, on suppose qu'on lui donnait le nom de Wamatinaj, hispanisé comme Famatina (peut-être en évoquant le nom d'origine arabe Fátima). Non seulement son aspect imposant et sa grande hauteur l'ont rendu célèbre mais l'existence, au sein du massif et dans ses abords, d'importantes mines d'or l'a popularisé davantage.
Au XXe siècle, la montagne a reçu son nom actuel en hommage à Manuel Belgrano, homme politique qui a participé à la guerre d'indépendance et a dessiné le drapeau argentin.

## Tourisme
Le cerro General Belgrano possède aussi un attrait touristique, étant donné ses paysages extraordinaires ainsi que la possibilité d'effectuer plusieurs sports d'aventure : alpinisme, vols en parapente et la visite des mines.